# Emmels
Emmels is een dorp in Crombach, een deelgemeente van de stad Sankt Vith in de Belgische provincie Luik. Emmels bestaat feitelijk uit twee kernen: Ober-Emmels in het westen en Nieder-Emmels in het oosten, zo'n kilometer van elkaar, maar tegenwoordig door lintbebouwing met elkaar verbonden. De grootste kern is Nieder Emmels, waar de kerk staat. Emmels ligt meer dan 5 kilometer ten noordoosten van het centrum van Crombach, en daarentegen slechts 3 kilometer ten noorden van het stadscentrum van Sankt Vith. Net ten zuiden van Emmels ligt het gehucht Hünningen.
De plaats heeft 745 inwoners en ligt op ongeveer 500 meter boven zeeniveau. Bij Emmels ontspringt de Emmels, die in noordelijke richting naar de Amblève stroomt.

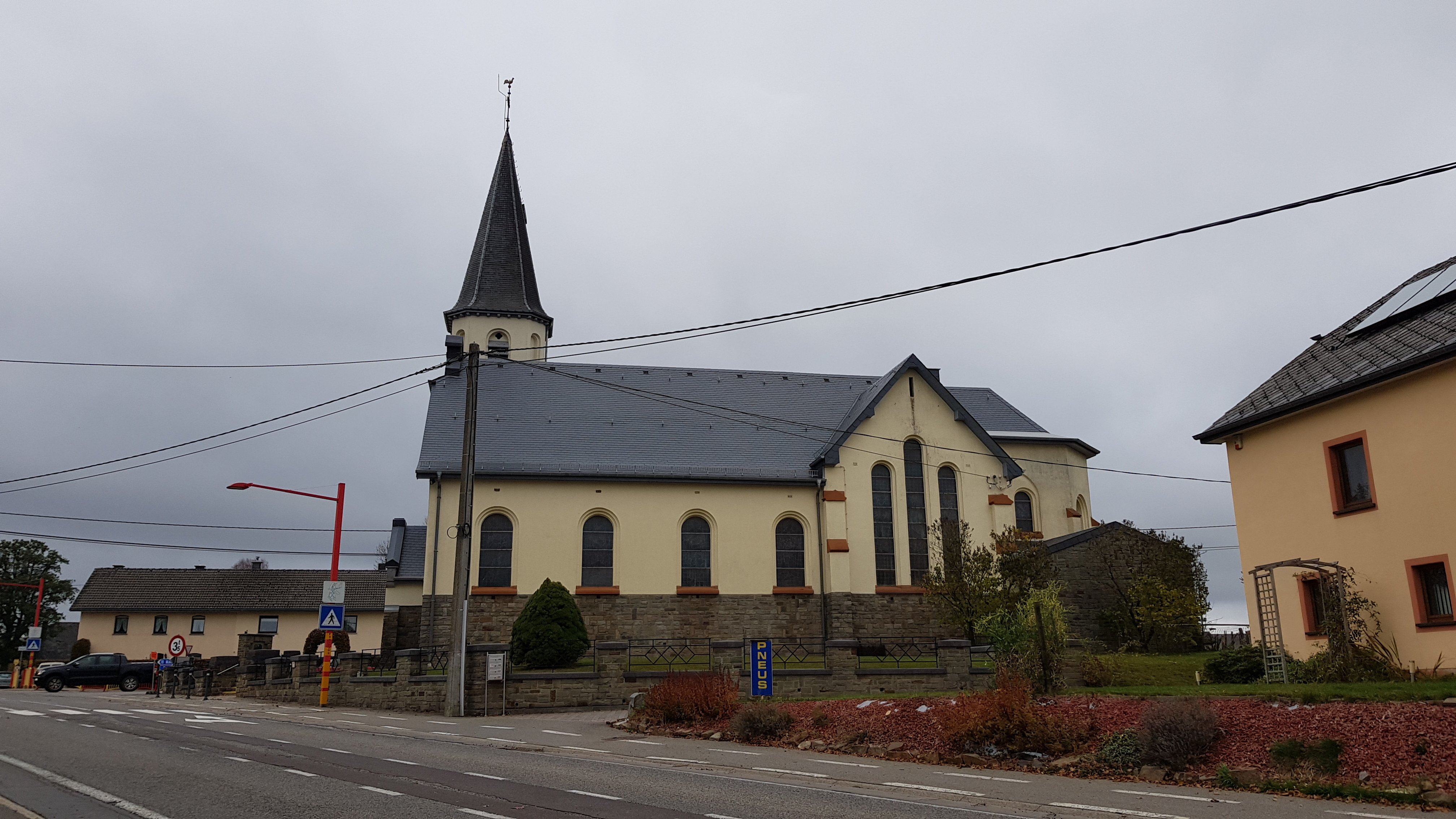
Centrum van Nieder Emmels met kerk

## Geschiedenis
Emmels heeft tot de napoleontische tijd behoord tot het hertogdom Luxemburg. Het lag langs de weg van Sankt Vith naar Malmedy. Op de Ferrariskaart uit de jaren 1770 is het dorpje aangeduid als Nider Emmels, met ten westen het gehuchtje Ober Emmels.
Bij de Franse bezetting aan het eind van de 18de eeuw werd Emmels een deel van de gemeente Crombach. Na de Franse periode werd het gebied bij Pruisen ondergebracht.
Na de Eerste Wereldoorlog werd het gebied met de Oostkantons bij België aangehecht.

## Bezienswaardigheden
- De Sint-Michielskerk
- Het oud schoolgebouw (Alte Schule) van 1852, dat in 1996 werd geklasseerd als monument.

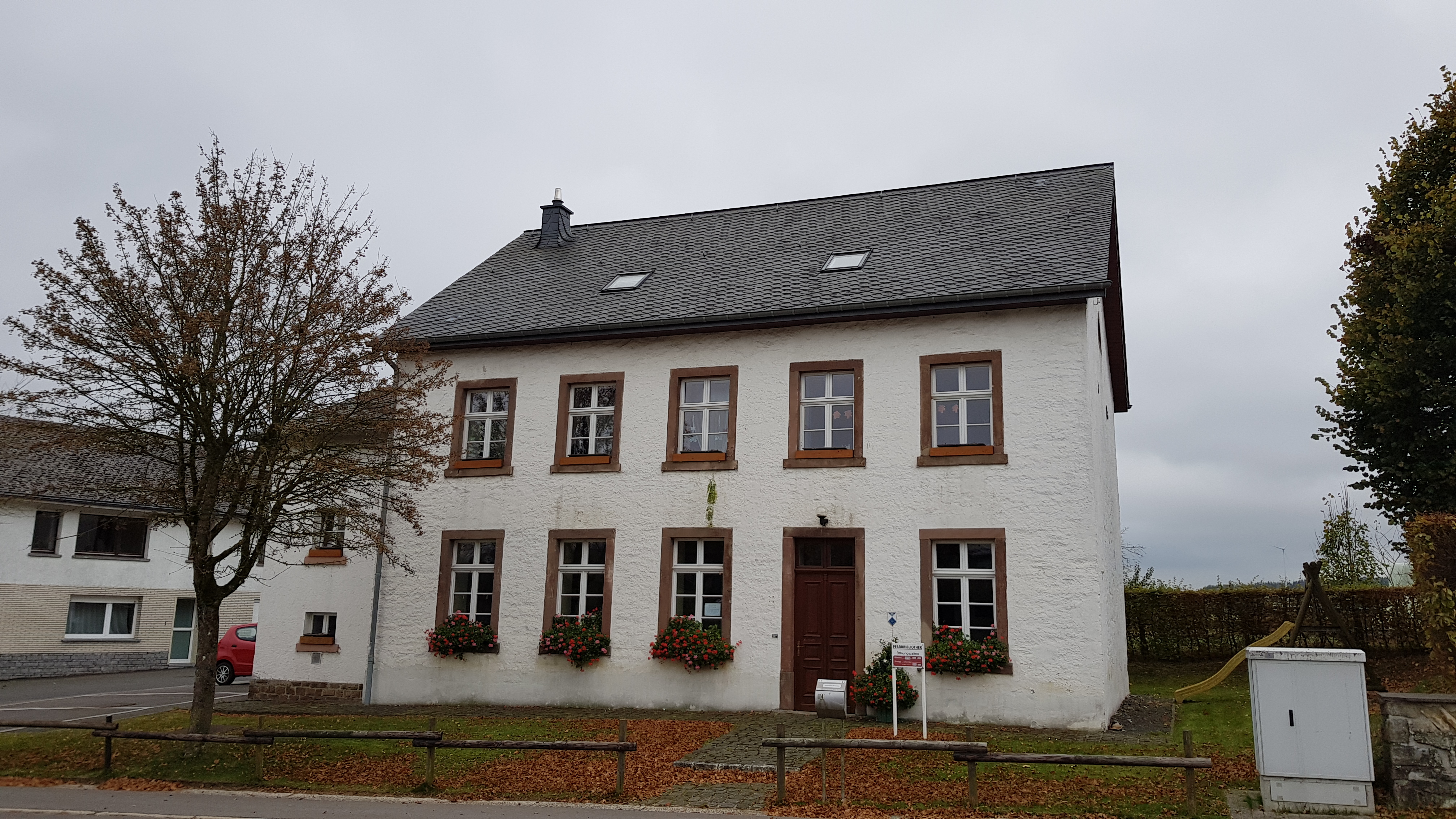
Oude school
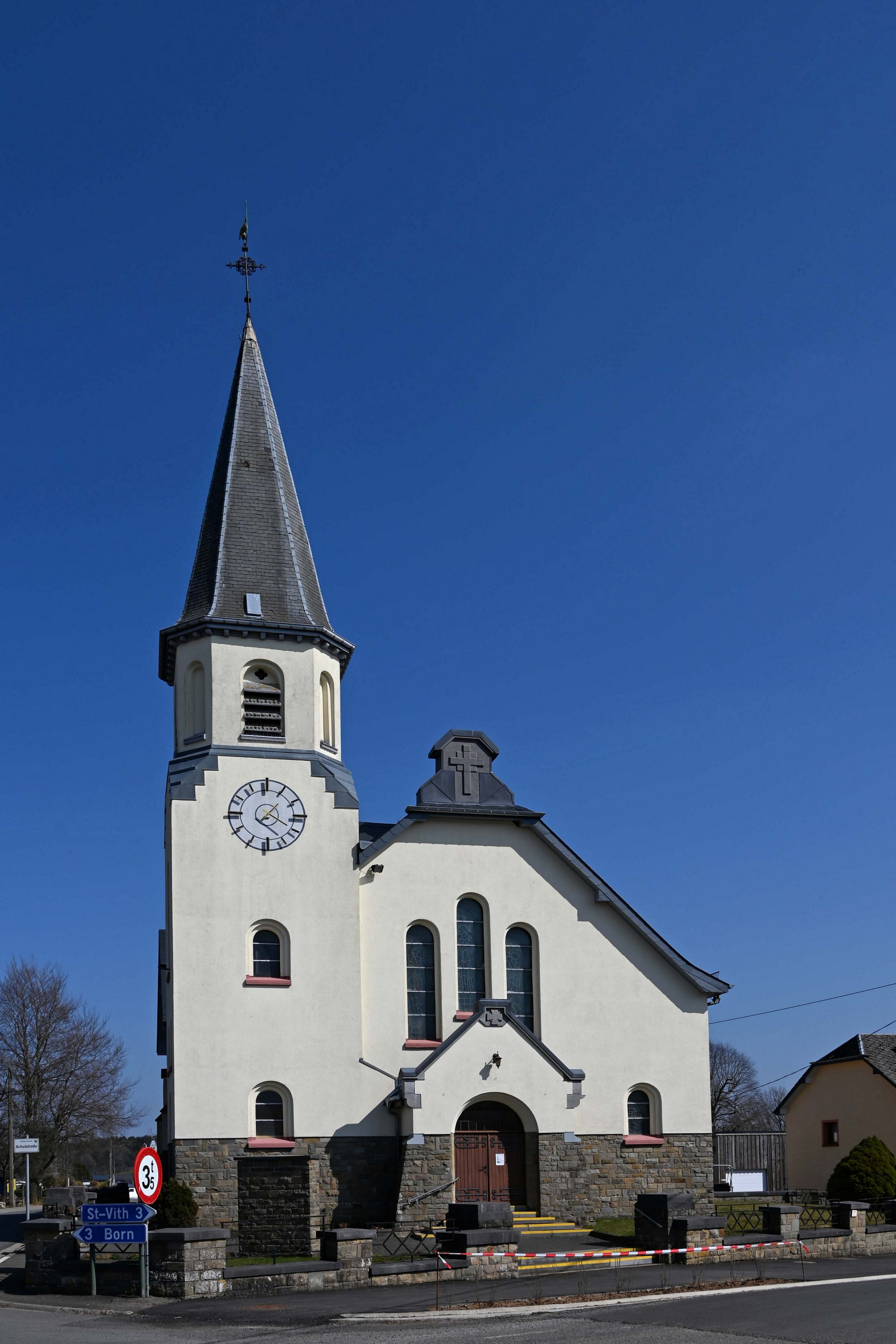
Kirche St. Michael (Sint-Michielskerk)

## Verkeer en vervoer
Nieder Emmels ligt aan de N62 (Poststraße / Rektor-Cremer-Straße) tussen Malmedy en Sankt Vith. Ten westen loopt in een boog om Emmels de autosnelweg A27/E42. De snelweg heeft een op- en afrit 2 kilometer ten zuiden van Emmels, ter hoogte van Hünningen, en 2 kilometer te noorden van Emmels, ter hoogte van Recht. Nabij Emmels bevindt zich langs de snelweg de snelwegparking Emmelser Wald.

## Nabijgelegen kernen
Recht, Ligneuville, Born, Sankt Vith, Rodt
Deelgemeenten: Crombach · Lommersweiler · Recht · Sankt Vith · Schönberg

Overige kernen: Alfersteg · Amelscheid · Andler · Atzerath · Breitfeld · Eiterbach · Emmels (Nieder-Emmels · Ober-Emmels) · Galhausen · Heuem · Hinderhausen · Hünningen · Mackenbach · Neidingen · Neubrück · Neundorf ·  Rödgen · Rodt · Schlierbach · Setz · Steinebrück · Wallerode · Weppeler · Wiesenbach

Belgische gemeenten · Duitstalige Gemeenschap · Arrondissement Verviers · Luik · Wallonië